# Südchinesische Waldmaus
Die Südchinesische Waldmaus (Apodemus draco) ist eine Säugetierart aus der Gattung der Waldmäuse (Apodemus) innerhalb der Nagetiere (Rodentia). Sie ist im Süden bis Südosten der Volksrepublik China bis nach Myanmar und Nordindien verbreitet.

## Merkmale
Die Südchinesische Waldmaus erreicht eine Kopf-Rumpf-Länge von 8,7 bis 10,6 Zentimetern und eine Schwanzlänge von 8,0 bis 10,2 Zentimetern. Die Hinterfußlänge beträgt 20 bis 23 Millimeter und die Ohrlänge 15 bis 17 Millimeter. Das Rückenfell ist blass rötlich-braun und wird zu den Flanken hin etwas heller gelblich-braun. Die Bauchseite ist gräulich-weiß, gegenüber dem Rückenfell ist sie gut erkennbar, jedoch nicht scharf abgegrenzt. Der Schwanz ist etwa gleich lang wie der restliche Körper, er ist auf der Oberseite dunkelbraun und unterseits blasser. Die Ohren sind schwarz-braun und deutlich dunkler als der Kopf und die Schultern. Die Weibchen besitzen vier Paar Zitzen.
Der Schädel hat eine Länge von 24 bis 28 Millimeter. Er besitzt sehr gut ausgeprägte Überaugenwülste, die jedoch nur leicht auf die Scheitelbeine übergreifen.

## Verbreitung
Die Südchinesische Waldmaus ist im Süden bis Südosten der Volksrepublik China bis nach Myanmar und Nordindien verbreitet. In China kommt sie vom Osten Tibets und Yunnan nordöstlich bis Hebei vor.

## Lebensweise
Die Südchinesische Waldmaus lebt vor allem in bewaldeten Habitaten in Höhen bis 3000 Metern. Die Männchen nutzen eine Fläche von 4000 bis 5000 m2, die Weibchen durchschnittlich von 2200 bis 2600 m2.

## Systematik
Die Südchinesische Waldmaus wird als eigenständige Art innerhalb der Waldmäuse (Gattung Apodemus) eingeordnet, die aus 20 Arten besteht und über weite Teile Europas und Asiens verbreitet ist. Die wissenschaftliche Erstbeschreibung erfolgte durch Gerald Edwin Hamilton Barrett-Hamilton  im Jahr 1900, der die Art anhand von Individuen aus der Region Kuatun im Nordwesten der chinesischen Provinz Fujian beschrieb.
Smith & Yan Xie 2009 unterscheiden für die chinesischen Vorkommen zwei Unterarten, wobei die Nominatform Apodemus draco draco im östlichen und Apodemus draco orestes im westlichen Teil des Verbreitungsgebiets leben. Letztere wird in einigen Arbeiten auch als eigenständige Art betrachtet.

## Gefährdung und Schutz
Die Art wird von der International Union for Conservation of Nature and Natural Resources (IUCN) als nicht gefährdet (least concern) gelistet. Begründet wird dies durch die großen Bestände und das häufige und regelmäßige Vorkommen im Verbreitungsgebiet sowie das Fehlen bestandsgefährdender Risiken für die Art.

## Belege
1. 1 2 3 4 5 6 7  South China Field Mouse In: Andrew T. Smith, Yan Xie: A Guide to the Mammals of China. 2008, S. 254–255.
2. 1 2  Apodemus draco (Memento des Originals vom 22. Dezember 2015 im Internet Archive)  Info: Der Archivlink wurde automatisch eingesetzt und noch nicht geprüft. Bitte prüfe Original- und Archivlink gemäß Anleitung und entferne dann diesen Hinweis.. In: Don E. Wilson, DeeAnn M. Reeder (Hrsg.): Mammal Species of the World. A taxonomic and geographic Reference. 2 Bände. 3. Auflage. Johns Hopkins University Press, Baltimore MD 2005, ISBN 0-8018-8221-4.
3. ↑  Apodemus draco in der Roten Liste gefährdeter Arten der IUCN 2015-4. Eingestellt von: D. Lunde, S. Molus, 2008. Abgerufen am 22. Dezember 2015.